# Skjold-Klasse
Bei der Skjold-Klasse (norwegisch für Schild) handelt es sich um sechs moderne Flugkörperschnellboote der norwegischen Marine, deren Design auf hohe Geschwindigkeit und geringe Entdeckbarkeit ausgelegt wurde. Mit einer Höchstgeschwindigkeit von rund 60 Knoten zählen sie zu den schnellsten Kriegsschiffen der Welt und weisen auch eine hohe Seetüchtigkeit auf, weshalb sie Anfang 2009 als „Küstenkorvetten“ reklassifiziert wurden. Das Typschiff, die KNM Skjold, wurde 1999 fertiggestellt und in den folgenden Jahren sowohl in Norwegen als auch zusammen mit der United States Navy in den Vereinigten Staaten ausgiebig erprobt. Nach längeren politischen Diskussionen wurden schließlich fünf weitere Einheiten bestellt, die bis Mitte 2009 an die Marine ausgeliefert wurden. Diese sollten ursprünglich die Storm-Klasse ersetzen und somit die Hauk-Klasse ergänzen, nach geänderten Verteidigungsplanungen ist jedoch die Skjold-Klasse als die einzige Komponente der norwegischen Schnellbootflotte vorgesehen.

## Geschichte
Bereits Ende der 1980er-Jahre suchte die norwegische Marine einen Nachfolger für die Kanonenschnellboote der Storm-Klasse, die die damals noch neuen Torpedoschnellboote der Hauk-Klasse ergänzten. Aus diesen Überlegungen resultierte das Projekt SMP 6081, das eine Höchstgeschwindigkeit von mindestens 45 kn, eine starke Raketenbewaffnung, ein leistungsstarkes Geschütz im Kaliber 57 oder 76 mm, ein fortschrittliches Führungs- und Waffeneinsatzsystem (FüWeS) sowie weitreichende Maßnahmen zur Reduktion der Entdeckungswahrscheinlichkeit verlangte. Im Folgenden wurden eine Vielzahl unterschiedlicher Rumpfformen evaluiert. Zu dieser Zeit wurden für die norwegische Marine die Minensucher und -jäger der Alta- und Oksøy-Klassen gebaut, die komplett aus GFK gefertigt und als Surface Effect Ship (SES) ausgelegt sind. Dieses Konzept erwies sich als für die geforderten Leistungen am besten geeignet und die Planungen konzentrierten sich im Folgenden auf einen schnellen SES-Katamaran in der Größenordnung von rund 300 t Wasserverdrängung. Die geforderte hohe Geschwindigkeit sollte ermöglichen, mit verhältnismäßig wenigen Booten die über 2.500 km langen norwegischen Küsten effektiv schützen zu können.
Im November 1996 lieferten die beiden norwegischen Werften Kvaerner Mandal (heute Umoe Mandal, ein Teil des Umoe-Konzerns) und Mjellem & Karlsen – die deutsche Werft Abeking & Rasmussen hatte sich zurückgezogen, da einheimische Bieter bevorzugt wurden – ihre Angebote ein, wobei Kvaerner Mandal den Auftrag für sich entscheiden konnte. Diese begann Anfang 1997 mit dem Bau des Typboots, das schließlich am 17. April 1999 an die norwegische Marine übergeben, aber nicht in Dienst gestellt wurde. Umgehend wurde mit einem intensiven Erprobungsprogramm begonnen, das in den Jahren 2001 und 2002 auch eine dreizehnmonatige Verlegung in die USA beinhaltete. Dieses Projekt sollte nicht nur das Spektrum der Erprobungen der norwegischen Marine erweitern, sondern auch der US Navy neue Erkenntnisse für ihr LCS-Programm liefern, das – wenn auch deutlich größer und mit globaler Reichweite – ebenfalls ein Schiff mit hoher Höchstgeschwindigkeit für Einsätze in Küstennähe zum Ziel hat.
In Anbetracht des Wegfalls der Sowjetunion als größte Bedrohung der norwegischen Küsten und des deshalb reduzierten Verteidigungsbudgets löste die Beschaffung eines kleinen Boottyps ohne globale Reichweite zur Küstenverteidigung in Norwegen eine Diskussion über den Sinn und Zweck aus. Zu den prominentesten Gegnern der Skjold-Klasse gehörte der als Generalstabschef damals ranghöchste norwegische Soldat, Heeresgeneral Sverre Diesen, der 2007 dem Parlament empfahl, das Projekt aus Kostengründen zu stoppen. Die Befürworter konnten sich schließlich durchsetzen, den Sparzwängen fiel jedoch nicht nur die Anzahl der Boote zum Opfer – anstatt der ursprünglich zwölf und dann acht wurden lediglich sechs Boote beschafft –, sondern auch die Hauk-Klasse: Ursprünglich hätte die Skjold-Klasse diese ergänzen sollen, dann war geplant, rund die Hälfte der Hauk-Klasse zu behalten und schließlich wurde beschlossen, dass die gesamte Hauk-Klasse ausgemustert wird, was bereits im Jahr 2008 umgesetzt wurde. Auch der für 2015 geplante Nachfolgetyp der Hauk-Klasse ist somit ad acta gelegt. Nachdem die Grundsatzentscheidung zu Gunsten der Skjold-Klasse gefallen war, konnte Ende 2003 der Vertrag über den Bau der fünf Serienboote und die Modernisierung des Typboots abgeschlossen werden. Das Volumen des Kontrakts wurde offiziell mit 3,6 Milliarden NOK (rund 370 Millionen Euro) beziffert. Die Kosten des gesamten Projekts, das heißt zum Beispiel inklusive des Baus des Typschiffs, belaufen sich hingegen auf 4,675 Milliarden NOK (rund 500 Millionen Euro). Im Oktober 2005 wurde schließlich das zweite Boot, die KNM Storm, auf Kiel gelegt und im Februar 2008 ausgeliefert. Bis Ende 2009 waren alle sechs Boote fertiggestellt und an die Marine übergeben, die formelle Indienststellung fand bis 2010 statt. Zudem wurde 2003 das Typboot Skjold an den Hersteller zurückgegeben, um es auf den Serienstandard umzurüsten.

## Technik

### Rumpf
Die Skjold-Klasse ist im Prinzip ein 47,5 m langer und 13,5 m breiter, komplett aus GfK gefertigter Katamaran, der in gewöhnlicher Verdrängungsfahrt eine Wasserverdrängung von 270 tn. l. (274 t) aufweist. Jedoch handelt es sich bei der Skjold-Klasse nicht um ein konventionelles Katamarandesign, sondern um ein sogenanntes Surface Effect Ship, kurz SES. Dabei wird zwischen den beiden Rümpfen des Katamarans mit Gummischürzen ein Luftkissen von lediglich rund 0,05 bar Überdruck erzeugt. Durch diese einem Luftkissenfahrzeug ähnliche Technik wird das Schiff etwas aus dem Wasser gehoben. Bei der Skjold-Klasse trägt das Kissen je nach Quelle 50 bis 80 % des Schiffgewichts, entsprechend werden noch 20 bis 50 % vom Wasser getragen. Dadurch wird der Tiefgang von 2,3 m bei Verdrängungsfahrt auf 0,9 m unter Einsatz des Luftkissens reduziert. Entsprechend sinken auch die Wasserverdrängung und der Reibungswiderstand, was bei gleicher Antriebsleistung deutlich höhere Geschwindigkeiten ermöglicht. Weitere Vorteile sind eine erhöhte Wendigkeit und eine gesteigerte Resistenz gegen Unterwasserexplosion sowie eine geringere Ortungswahrscheinlichkeit durch aktives und passives Sonar. Als letzter Vorteil können die gesteigerten Fähigkeiten zu Operationen in flachen Küstengewässern genannt werden.

### Antrieb

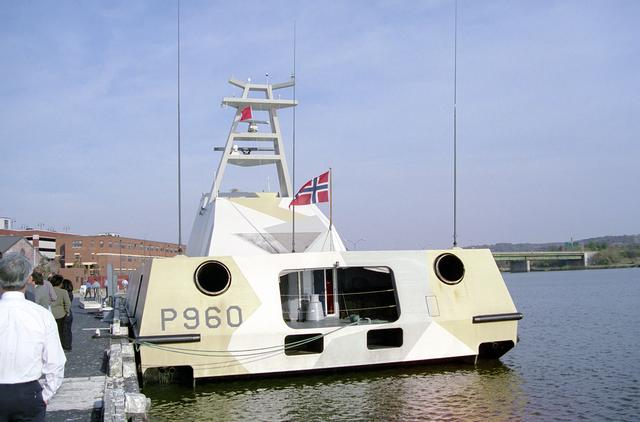
Das Heck der KNM Skjold mit den beiden runden Austrittsöffnungen für die Abgase der Gasturbinen und dem großen Tor für den Austritt des Abgasstrahls der Naval Strike Missiles.

In der Entwicklungsphase wurden fünf verschiedene Antriebskonzepte evaluiert, die sich sowohl in der Zahl (zwei oder vier) als auch in der Art (Diesel oder Gasturbine) der Motoren unterschieden. Die von der Antriebsanlage zu erbringende Leistung wurde zuerst auf 10.000 kW veranschlagt, im Laufe der Planungen aber auf 12.000 kW erhöht. Für das Typboot Skjold entschied man sich für eine Konfiguration mit zwei Gasturbinen von Rolls-Royce mit einer Leistung von je 6.000 kW. Bei den fünf Serienbooten wechselte man jedoch auf ein COGAG-System: Zwei Gasturbinen von Pratt & Whitney von jeweils 2.000 kW Leistung treiben die Boote bei Marschfahrt an, während für Höchstgeschwindigkeit zwei weitere Turbinen mit 4.000 kW Leistung desselben Herstellers zugeschaltet werden können. Diese Konfiguration verbessert gegenüber der ursprünglichen Variante die Treibstoffeffizienz, da die vier Gasturbinen öfter im optimalen Drehzahlbereich betrieben werden können. Aufgrund der räumlich getrennten Maschinenräume, die in den beiden Rümpfen liegen, können die Gasturbinen nur in Paaren betrieben werden. Das heißt, dass es beispielsweise nicht möglich ist, die beiden Turbinen à 2.000 kW und eine 4.000-kW-Turbine laufen zu lassen, sondern es muss eines der beiden Paare gleich starker Turbinen oder aber alle vier Turbinen laufen. Das Typboot wurde im Rahmen der Aufrüstung auf den Serienstandard auch auf diese Konfiguration mit vier statt zwei Gasturbinen umgebaut. Zudem sind noch zwei Schiffsdieselmotoren für das Manövrieren, deshalb auch Manöverdiesel genannt, von MTU vorhanden, die jeweils 370 kW (500 PS) leisten. Die Kraft der Gasturbinen, aber auch der Manöverdiesel, wird mit SSS-Überholkupplungen der Renk AG auf zwei Wasserstrahlantriebe von Rolls-Royce-KaMeWa mit 80 cm Durchmesser übertragen, die den gewünschten Vortrieb erzeugen.
Das für die hohen Geschwindigkeiten von bis zu 60 kn notwendige Luftkissen wird durch zwei Hochleistungsgebläse erzeugt, die von zwei Dieselmotoren von MTU mit jeweils 735 kW (1000 PS) angetrieben werden. Aufgrund der hebenden Wirkung des Luftkissens werden diese Dieselmotoren auch als Hubdiesel bezeichnet. Zudem sind noch zwei Hilfsdieselmotoren von MTU mit einer Leistung von 275 kW vorhanden.

### Stealth
Die Boote der Skjold-Klasse sind nach den Prinzipien der Tarnkappentechnik, auch Stealth genannt, gebaut. Dabei soll die Entdeckungswahrscheinlichkeit reduziert werden, wobei der Fokus auf den beiden üblichsten elektronischen Ortungsverfahren Radar und Infrarot liegt. Die Radarsignatur wird vor allem durch drei Faktoren bestimmt: Größe, Formgebung und Baumaterialien des Objekts. Die geringe Größe kommt der Skjold-Klasse in zweifacher Hinsicht zugute, denn sie reduziert den Radarquerschnitt und ermöglichte, die gesamte Oberfläche aus Glasfaserverstärktem Kunststoff (GFK) zu fertigen, was bei größeren Schiffen mit aktueller Technologie nicht möglich ist. Durch den umfassenden Einsatz von GFK konnte zum einen das Gewicht gesenkt werden, zum anderen war es möglich, weitgehend auf metallische Werkstoffe zu verzichten und radarabsorbierende Materialien (RAM) direkt in die Verbundmatrix zu integrieren. Während der Verzicht auf metallische Werkstoffe die Korrosionsbeständigkeit maßgeblich erhöhte, konnte letzteres die Radarrückstrahlung erheblich senken. Des Weiteren wurde die Formgebung der Skjold-Klasse auf eine besonders geringe Radarsignatur hin optimiert. Erkennbar ist dies an den vielen abgewinkelten und glatten Außenflächen sowie an dem sehr aufgeräumt wirkenden Äußern der Boote. Dies ist darauf zurückzuführen, dass alle Ausrüstungsgegenstände wie Beiboot, Geschützturm und Raketenstarter speziell verkleidet wurden. Auch die Fenster der Brücke sind bündig mit der Außenhaut angebracht und mit speziellen Scheibenwischern ausgestattet, während bei allen anderen Räumen vollständig auf Fenster verzichtet wurde, um die Radarsignatur gering zu halten. Die Brückenfenster wurden mit einer dünnen radarabweisenden Schicht versehen, um das Eindringen von Radarstrahlung in das verwinkelte Innenleben der Brücke zu verhindern. Es ist nicht bekannt, welches Material zur Beschichtung verwendet wurde. Eine oft verwendete Technik ist das Anbringen einer dünnen metallischen Schicht, beispielsweise aus Gold.
Ortung mittels Infrarot bedarf einer von der Umgebung abweichenden Temperatur. Kritisch sind hier einerseits die im Schiff produzierte Wärme, beispielsweise durch die Antriebsanlage, andererseits die ausgestoßenen Abgase. Ersterem Problem wird durch eine spezielle für diese Problematik optimierte Lackierung Rechnung getragen. Welche Maßnahmen bezüglich der Abgase getroffen wurden, ist nicht bekannt, die üblichen Techniken sind jedoch die Vermischung der Abgase vor dem Ausstoß mit Umgebungsluft oder das Einspritzen von Meerwasser in den Abgasstrahl, wodurch die Temperatur signifikant reduziert werden kann. Zur optischen Tarnung sind die Boote in einem speziell auf die norwegische Küste mit ihren Fjorden hin optimierten Tarnmuster bemalt.

### Bewaffnung

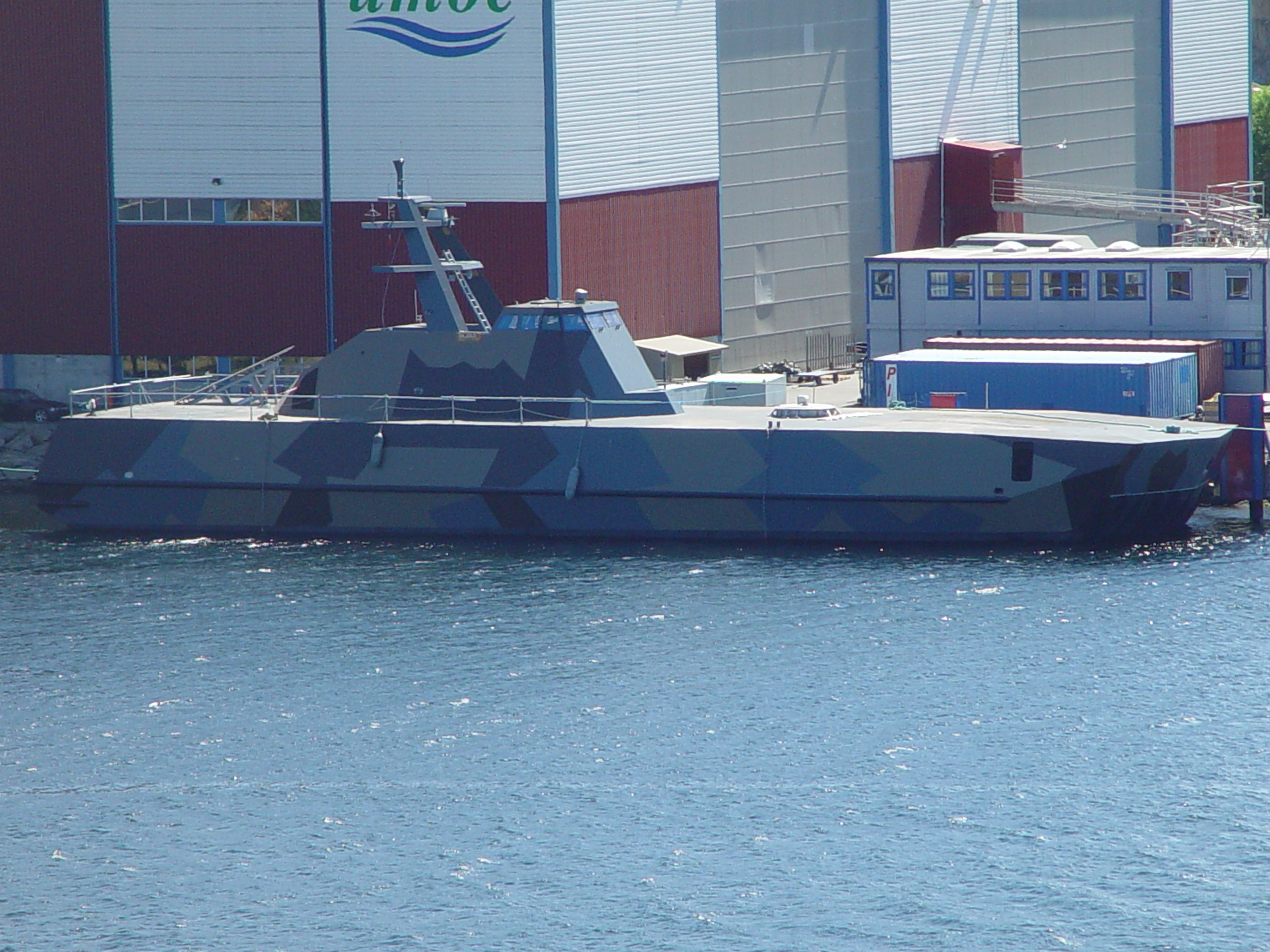
Die KNM Skjold mit geöffnetem Raketenstarter am Heck

Die Hauptbewaffnung der Skjold-Klasse sind acht Seezielflugkörper vom Typ Naval Strike Missile, kurz NSM, die vom norwegischen Rüstungskonzern Kongsberg hergestellt werden. Dieser als Nachfolger für die ebenfalls norwegische AGM-119 Penguin konzipierte Seezielflugkörper wurde speziell auf die Bedürfnisse der norwegischen Marine und ihrer aktuellen Beschaffungsprojekte, die Skjold-Klasse und die Fridtjof-Nansen-Klasse, zugeschnitten und eignet sich deshalb besonders für küstennahe Operationen, auch in den engen Fjorden. Weitere Charakteristika sind die geringe Radarsignatur, die im Vergleich zu westlichen Konkurrenzmodellen geringere Größe und die aufgrund der GPS-Lenkung grundsätzlich möglichen Einsätze gegen Landziele. Untergebracht sind die acht Flugkörper in zwei Vierfachstartern am Heck der Boote, die zur Signaturreduzierung vollständig in das Schiffsinnere eingefahren werden können. Einmal ausgefahren feuern sie schräg von der Längsachse der Boote weg.
Als Sekundärbewaffnung dient ein speziell verkleidetes Schiffsgeschütz vom Typ 76/62 Super Rapid von Oto Melara. Das Bereitschaftsmagazin fasst 80 Schuss und kann manuell nachgeladen werden. Die Kadenz beträgt maximal 120 Schuss pro Minute und die Abweichung beträgt unter Einsatzbedingungen 0,3 mrad. Diese Waffe kann gegen See-, Land- und Luftziele eingesetzt werden und erreicht eine maximale Schussweite von über 18 km, wobei die effektive Reichweite mit rund 8 km deutlich geringer liegt. Für ein Boot dieser Größe stellt dies jedoch eine äußerst adäquate Bewaffnung dar; die deutlich höhere Leistungskraft dieser Waffe gab auch den Ausschlag gegen das andere in Betracht gezogene Geschütz, das 57 × 438 mm Bofors-Geschütz.
Als weiteres System zur Abwehr von Luftzielen werden schultergestartete Flugabwehrraketen, sogenannte MANPADS, vom Typ Mistral mitgeführt. Da dieses System jedoch zuerst manuell aufgerichtet werden muss, eignet es sich eigentlich nur für Szenarien, in denen das Boot versteckt in einem Fjord vertäut liegt, da sich ein Aufrichten und Zielen bei Fahrt schwierig und bei schneller Fahrt als gänzlich unmöglich erweisen dürfte. Das Startgestell kann innerhalb von 60 s aufgerichtet werden und ist mit IFF und einer Infrarotkamera für Nachteinsätze ausgerüstet.
Am 12. Oktober 2010 gab MBDA bekannt, dass der neu entwickelte SIMBAD-RC-Starter – eine vollautomatische Version des manuellen SIMBAD-Zweifachstarters für Mistral-Flugabwehrraketen – im ersten Quartal 2011 an Bord eines der Boote der Skjold-Klasse zu Testzwecken montiert werde. Dies würde die Luftabwehrkapazitäten der Boote erheblich steigern, da die Reaktionszeit auf nur 5 s deutlich verkürzt werden könnte und auch Einsätze in Fahrt denkbar wären.
Zur Abwehr angreifender Flugkörper steht zusätzlich noch ein Täuschkörperwerfer vom Typ Multi Ammuntion Softkill System (MASS) vom deutschen Rüstungsunternehmen Rheinmetall zur Verfügung. Der Werfer hinter dem Geschützturm stößt für den Einsatz programmierbare, omnispektrale Täuschkörper aus 32 Rohren aus, die manuell nachgeladen werden können. Durch den Einsatz von multispektralen Täuschkörpern ist es möglich, alle relevanten Spektren – (elektro-)optisch, Infrarot, Ultraviolett, Laser und Radar – mit einem einzigen System abzudecken. Während radar- und infrarotgelenkten Waffensystemen durch aluminisierte Glasfaserstreifen (Düppel) respektive dem Abbrennen von Hitzefackeln aus rotem Phosphor (Flares) ein falsches Ziel geboten werden soll, sollen laser- und elektrooptischgelenkte Flugkörper durch eine für sie undurchdringbare künstliche Nebelwand vom Ziel abgebracht werden. Um die Täuschkörper möglichst effizient einzusetzen, können die Faktoren Elevation, Azimut, Anzahl, Intervall und Distanz frei bestimmt werden. Die Reaktionszeit soll im Falle eines mit Mach 2 anfliegenden Seezielflugkörpers lediglich 2 s betragen.
Auf dem Brückendeck können – anstelle der M2 Browning – zwei ferngesteuerte Waffenstationen vom Typ Protector RWS Sea der Firma Kongsberg bei Bedarf montiert werden. Sie dienen der Nahbereichssicherung und Speedbootabwehr.

### Schiffsinneres
Die Boote sind in sechs wasserdichte Sektionen eingeteilt und haben vier Decks. Das unterste Deck beschränkt sich auf die beiden Katamaranrümpfe und beinhaltet insbesondere die beiden Maschinenräume mit den vier Gasturbinen und den Manöverdieseln sowie verschiedene Lagerräume für Treibstoff, Proviant und Munition. Das darüber liegende Hauptdeck ist das einzige, das sich über die gesamte Breite und Länge erstreckt. Im vorderen Teil beinhaltet es dabei die beiden Hubdiesel inklusive der beiden Gebläse sowie die Munitionszuführung und das Bereitschaftsmagazin des Geschützes. Im mittleren Teil sind sämtliche Räumlichkeiten der Besatzung inklusive Kombüse und Messe untergebracht. Im Heckteil des Hauptdecks sind die beiden ausfahrbaren Raketenstarter für die NSM sowie das Beiboot untergebracht. Das darüber liegende dritte Deck umfasst lediglich einen Raum im kleinen Aufbau, der die Operationszentrale beinhaltet. Zudem ist auf dieser Ebene das Geschütz montiert. Zur Gewährleistung der Betriebssicherheit unter arktischen Bedingungen finden sich auf dem Oberdeck beheizte Gehwege. Im vierten und obersten Deck befindet sich ebenfalls nur ein Raum, die Brücke.
Das gesamte Schiffsinnere steht zum Zweck des ABC-Schutzes unter einem leichten Überdruck, da dies die kontaminierte Umgebungsluft effektiv am Eintreten hindert. Ergänzend steht zudem eine ABC-Schleuse zur Dekontamination kontaminierter Personen zur Verfügung.
Die verwendeten Kompositwerkstoffe sind feuerdämmend und nicht wärmeleitend, was im Falle eines Brandes die Bekämpfung deutlich erleichtert.

### Sensoren und Elektronik

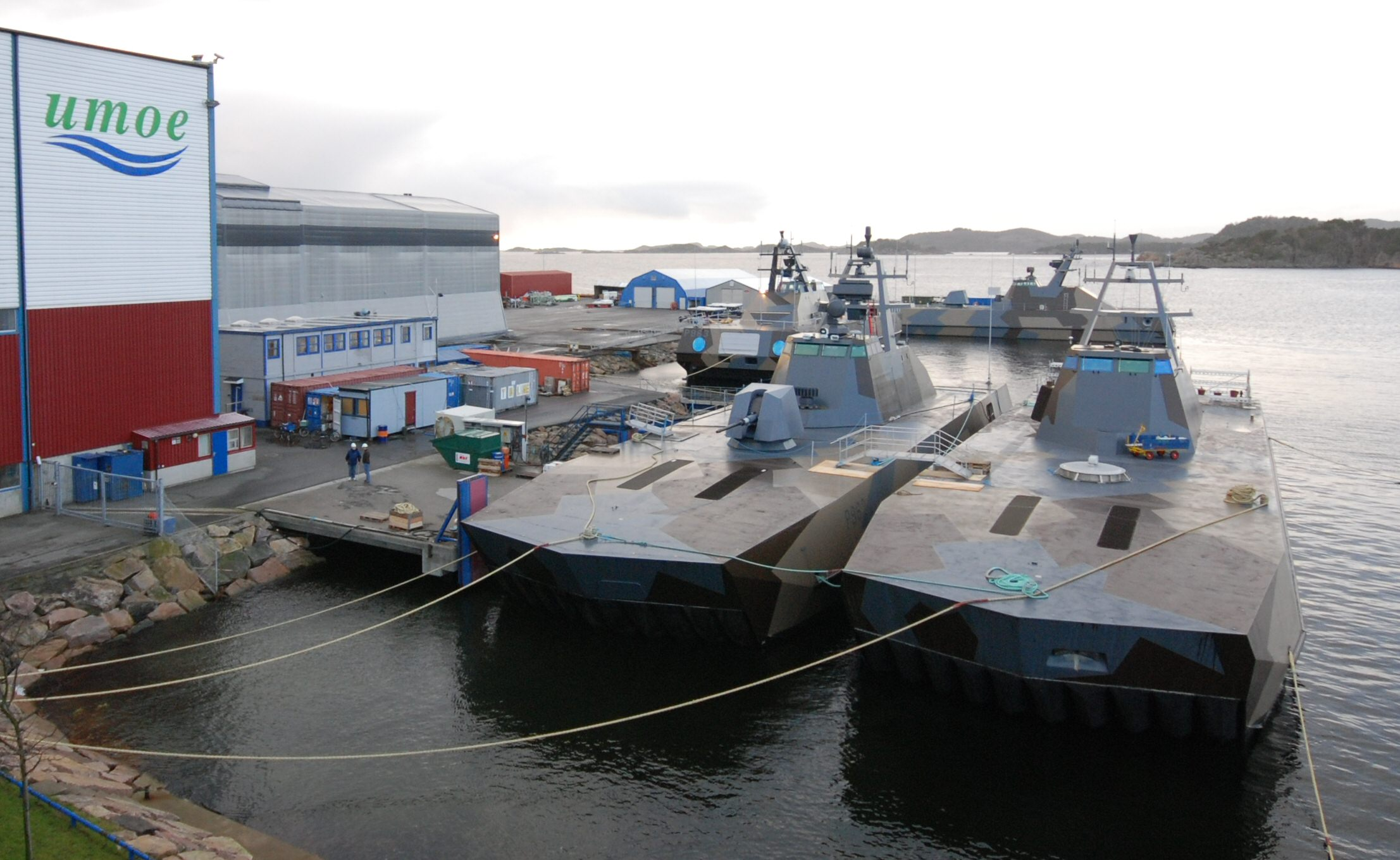
Die KNM Skudd (links) bereits mit Geschütz, MASS (dahinter), Feuerleitradar (über der Brücke), Mehrzweckradar (große Antenne, unterste Ebene auf dem Mast) und Navigationsradar (kleine Antenne, zweite Ebene auf dem Mast)

Der Hauptsensor der Skjold-Klasse ist das MRR-3D-NG-Radar von Thales. Als Alternativen wurden das TRS-3D von EADS sowie das Sea Giraffe von Ericsson erprobt, die sich allerdings nicht durchsetzen konnten. Beim MRR-3D-NG handelt es sich um ein dreidimensionales Mehrzweckradar im G-Band mit rotierender Antenne und integrierter Freund-Feind-Erkennung (IFF). Die Antenne ist mit einem Gewicht von etwa 550 kg relativ leicht und dreht sich je nach Bedarf entweder 10 oder 30 mal pro Minute um 360°. Die maximale Reichweite soll für größere Objekte wie Passagierflugzeuge bis zu 180 km betragen, für Kampfflugzeuge noch 125 km und für kleine Ziele noch 40 km. Des Weiteren ist das Radargerät elektronisch stabilisiert und kann auch zur Feuerleitung des Schiffgeschützes verwendet werden. Zur Navigation steht zudem noch ein dediziertes Navigationsradar zur Verfügung, das besonders auf geringe Entdeckungswahrscheinlichkeit hin optimiert wurde.
Die Feuerleitung übernimmt die Feuerleitanlage (Fire Control System, FCS) Ceros 200 von Saab. Dieses System umfasst ein Feuerleitradar, das im Ku-Band arbeitet, eine Kamera, eine bilddarstellende Infrarotkamera (Imaging Infrared, IIR) und einen Laserentfernungsmesser und dient sowohl zur Feuerleitung des Geschützes als auch der Seezielflugkörper. Zudem kann das System auf kurze Distanz auch als passives Ortungssystem verwendet werden.
Das System zur Elektronischen Kampfführung (EloKa) vom Typ CS-3701 stammt von der US-amerikanischen Firma EDO Systems und umfasst auch einen Radarwarnempfänger. Es dient zur Ortung, Analyse und Identifikation verschiedenster elektronischer Signale. Die Kommunikationsausstattung umfasst zwölf Funkgeräte für verschiedene Frequenzen in den Bereichen HF, VHF und UHF sowie Terminals für die standardisierten NATO-Datenlinks Link 11 und Link 16, die das deutsche Unternehmen Aeromaritime liefert.
Zur Integration der Vielzahl verschiedener Sensoren und Effektoren ist ein Führungs- und Waffeneinsatzsystem (FüWeS) vom Typ Senit 2000, basierend auf dem Betriebssystem Linux, eingerüstet, eine Gemeinschaftsentwicklung von DCNS und Kongsberg. In der Operationszentrale befinden sich sechs Bedienerterminals für das FüWeS.

### Besatzung
Die Skjold-Klasse ist darauf ausgelegt, mit einer möglichst kleinen Besatzung auszukommen und benötigt beispielsweise eine kleinere Besatzung als die deutlich kleinere Hauk-Klasse. Einen wichtigen Beitrag dazu leistet das Plattformmanagementsystem, kurz PMS, das es ermöglicht, jeden Teil des Schiffes inklusive der Antriebsanlage jederzeit zu überwachen. Auch die Brücke, die mehr einem Flugzeugcockpit als einer traditionellen Schiffsbrücke gleicht, wurde für eine möglichst kleine Besatzung ausgelegt und umfasst nur noch drei Arbeitsplätze. Gemäß offizieller Angaben besteht die Besatzung aus drei Matrosen, vier Wehrpflichtigen und vierzehn Offizieren, insgesamt also 21 Personen. Die Besatzung teilt sich dabei in die vier Bereiche Mechanik/Elektrik, Waffensysteme, Verpflegung und operative Tätigkeiten auf. Im Jahre 2003 wurde die Anzahl Offiziere von der norwegischen Marine allerdings mit neun angegeben, was einer Besatzung von insgesamt nur 16 Personen entspräche.
Für das Training der Brückenbesatzung steht an der Norwegischen Marineakademie in Bergen ein Simulator des Herstellers Kongsberg zur Verfügung, der eine exakte Nachbildung der Brücke darstellt.

### Änderungen an den Serienbooten
Die fünf Serienboote haben gegenüber dem Typboot Skjold einige Änderungen erhalten, und die Skjold wurde nachträglich auf diese Spezifikationen umgerüstet. Neben der bereits erwähnten geänderten Antriebsanlage mit nun vier Gasturbinen musste das Vordeck verstärkt werden, um dem Rückstoß des gewählten 76-mm-Geschützes widerstehen zu können. Zudem wurden bei der Fertigung der Rumpfteile aus Kompositwerkstoffen für die Serienboote verbesserte Verfahren eingeführt, die eine höhere Festigkeit und somit eine höhere Resistenz gegen Beschuss erlauben. Des Weiteren wurden die elektronischen Systeme auf der Brücke und in der Operationszentrale geringfügig modifiziert.

## Boote
Mit Stand Juli 2010 sind alle sechs Boote in Dienst gestellt. Als Heimatbasis der gesamten Schnellbootflottille fungiert der Marinestützpunkt Haakonsvern bei Bergen. Der Stützpunkt Olavsvern bei Tromsø, wo ebenfalls Boote der Hauk-Klasse stationiert waren, wird heute nur noch als Ausweichsstützpunkt unterhalten.

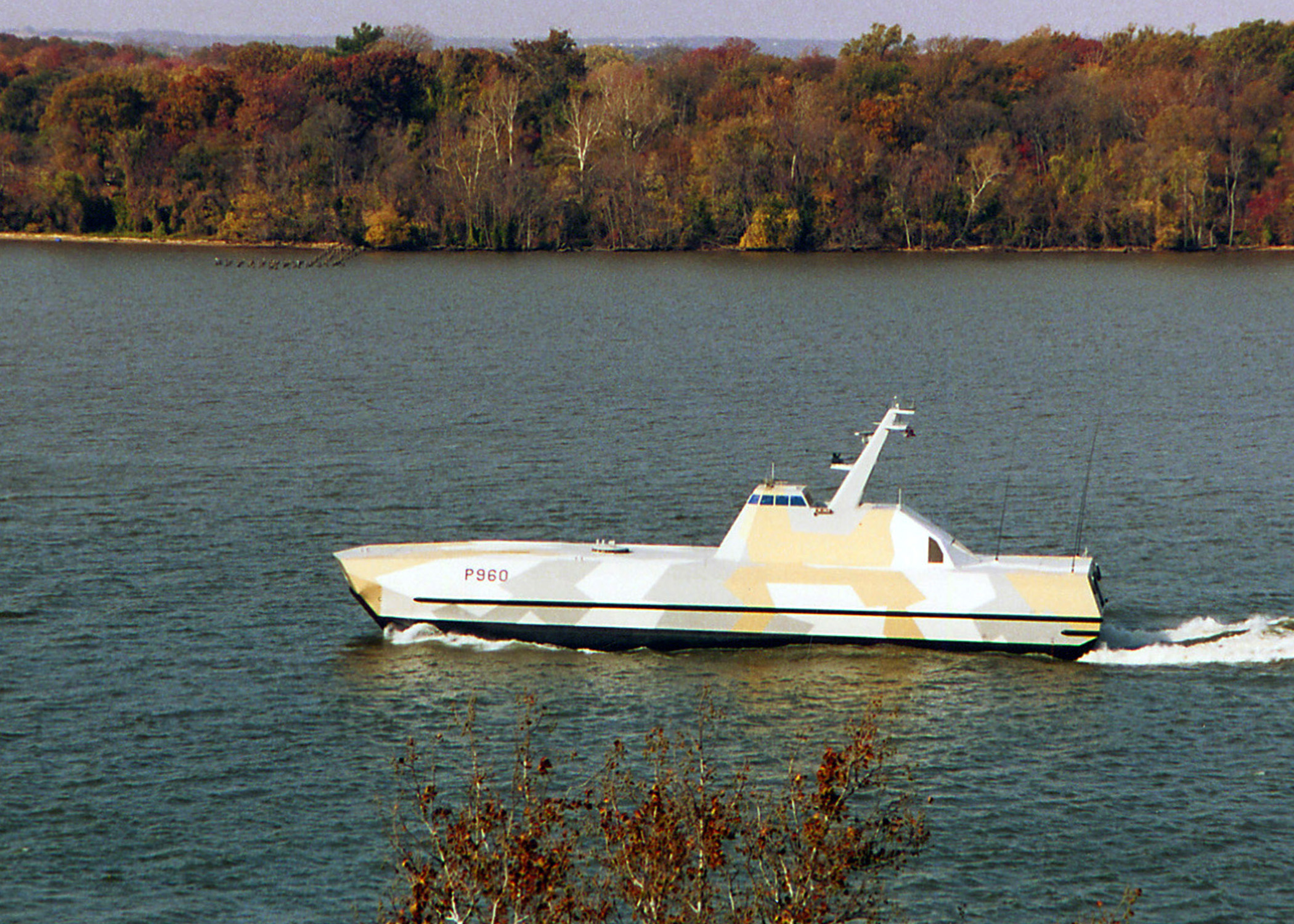
Die KNM Skjold (P960) in Ft. Washington, Maryland

| Skjold-Klasse | Skjold-Klasse          | Skjold-Klasse  | Skjold-Klasse      | Skjold-Klasse    |
| Rumpfnummer   | Name (dt. Übersetzung) | Kiellegung     | Stapellauf         | Auslieferung     |
| ------------- | ---------------------- | -------------- | ------------------ | ---------------- |
| P960          | KNM Skjold (Schild)    | 4. August 1997 | 22. September 1998 | 17. April 1999   |
| P961          | KNM Storm (Sturm)      | Oktober 2005   | 30. Oktober 2006   | 20. Februar 2008 |
| P962          | KNM Skudd (Schuss)     | März 2006      | 3. Mai 2007        | August 2008      |
| P963          | KNM Steil (Widerstand) | Oktober 2006   | 14. Januar 2008    | Dezember 2008    |
| P964          | KNM Glimt (Blitz)      | Mai 2007       | 29. März 2012      | April 2012       |
| P965          | KNM Gnist (Funke)      | Dezember 2007  | 23. Oktober 2012   | November 2012    |